# Takafumi Horie
Takafumi Horie (jap. 堀江 貴文, Horie Takafumi; * 29. Oktober 1972 in Yame, Fukuoka) ist ein japanischer Unternehmer und ehemaliger Vorstandsvorsitzender von Livedoor.

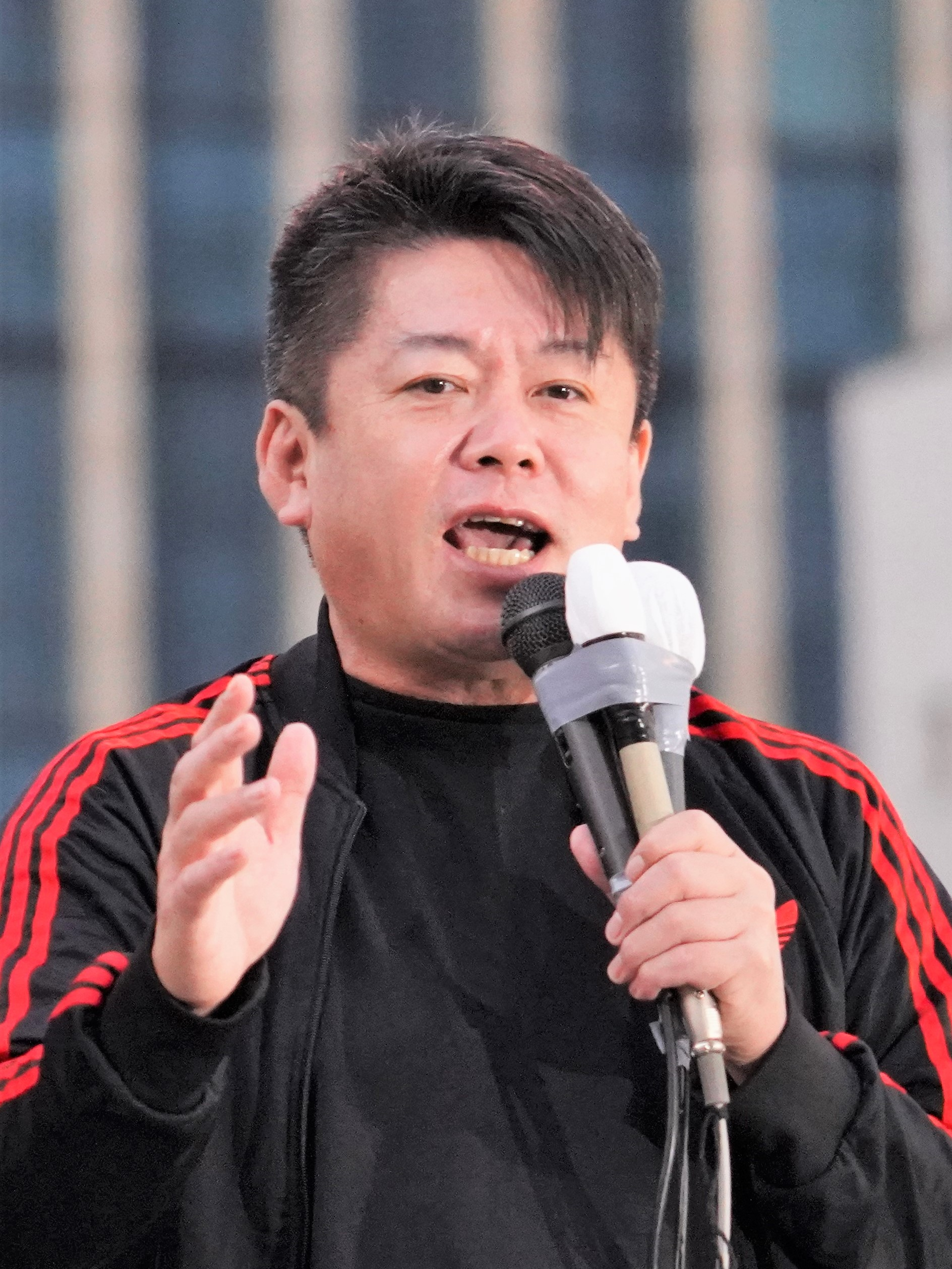
Takafumi Horie

Er wuchs in einem durchschnittlichen japanischen Salaryman-Haushalt auf. Als Student an der Universität Tokio, eingeschrieben im Fachbereich Literatur, gründete er 1995 mit Freunden ein Webdesign-Unternehmen unter dem Namen Livin’ on the Edge und brach sein Studium ab. Livin’ on the Edge baute er durch zahlreiche Firmenkäufe zum heutigen Unternehmen Livedoor Co. Ltd. aus.
Hories unkonventionelle Geschäftsmethoden stießen dabei in der konservativen Welt der japanischen Medienwirtschaft auf heftige Ablehnung. Im Jahr 2005 sorgte er für Schlagzeilen, als er im nachbörslichen Handel umfangreiche Anteile am Radiosender Nippon Broadcasting Systems (NBS) erwarb. Dieser war wiederum über Überkreuzbeteiligungen an der Fuji-Sankei-Gruppe beteiligt, einem konservativen japanischen Medienimperium, zu dem auch Fuji TV und die Sankei Shimbun gehören. Die darauffolgende Übernahmeschlacht endete schließlich darin, dass Livedoors Konkurrent Softbank bei Fuji TV einstieg. Zum ersten Mal kam es dadurch zu wirtschaftlichen Verbindungen zwischen den „alten“ und „neuen“ Medien in Japan.
Die Übernahmen zeigten aber auch, dass die Gesetzgebung in Japan für solche Fälle nicht ausreichend war, und so führte Japan in der Folge Mergers & Acquisitions-Gesetze nach amerikanischem Vorbild ein.
Sein unkonventionelles Auftreten machte Horie zu einem Star in der jungen Generation. Er verzichtete auf Anzug und Krawatte, die Uniform des Salaryman, und bediente sich in der Öffentlichkeit einer lockeren Jugendsprache. Seine Popularität machte ihn zu einem Dauergast in den täglichen Promishows im japanischen Fernsehen. Er erhielt den Spitznamen Horiemon, nach der Roboterkatze Doraemon.
Am 19. August 2005 sorgte er wieder für Schlagzeilen, mit seiner Ankündigung, bei der japanischen Unterhauswahl mit der Unterstützung der LDP-Führung als unabhängiger Kandidat im sechsten Wahlkreis in Hiroshima anzutreten. Er war damit einer von Koizumis „Assasinenkandidaten“, die gegen politische Gegner innerhalb der LDP in Stellung gebracht wurden. Sein Kontrahent, Shizuka Kamei, gewann allerdings den Wahlkreis knapp mit 110.979 zu 84.433 Stimmen.
Am 18. Januar 2006 wurden die Büros von Livedoor und Hories Wohnsitz unter dem Vorwurf des Aktienbetrugs und der Geldwäsche durchsucht. Die Aktien von Livedoor fielen sofort um 14,4 %, und die Menge der Verkaufsorder zwang die Tokioter Börse zum ersten Mal in ihrer Geschichte dazu, 20 Minuten früher zu schließen. Der Nikkei-Index fiel um 465 Punkte, der höchste Verlust in 2 Jahren.
Unabhängig davon, wie stichhaltig die Anschuldigungen sind, sahen doch zahlreiche Zeitungskommentare vor allem politische Gründe hinter der Aktion: die Antwort des Establishments auf seine Herausforderung.
Am 23. Januar 2006 wurde Horie verhaftet, und am 24. Januar gab er seinen Rücktritt vom Posten des CEO bei Livedoor bekannt (er ist weiterhin der größte Teilhaber mit 17 % der Aktien). Am 27. April wurde er gegen eine Kaution von 300 Mio. Yen auf freien Fuß gesetzt, unter der Bedingung, dass er keinen weiteren Kontakt zu Livedoor oder Angestellten des Unternehmens hat. Horie gab bekannt, dass er nicht vorhabe, sich wieder im Unternehmen zu engagieren. Er ist weiterhin angeklagt, gefälschte Geschäftsberichte veröffentlicht zu haben und Investoren mit falschen Informationen versorgt zu haben, beteuert aber seine Unschuld. Am 15. März 2007 verurteilte ein Gericht in Tokio Takafumi Horie wegen Verstößen gegen das Wertpapiergesetz zu zweieinhalb Jahren Haft. Der Oberste Gerichtshof Japans bestätigte am 25. Juli 2008 entgegen Hories Einspruch gegen seine Verurteilung wegen Bilanzfälschung diese Haftstrafe. Eine Flut von Verkaufsanträgen hatte 2006 das Börsen-Computersystem völlig überfordert. Mit diesem Schuldspruch wurde in dem auch international stark beachteten Prozess ein Exempel statuiert, da in Japan Konzernmanager bei Wirtschaftsvergehen normalerweise mit Bewährungsstrafen davonkommen.